# Nathan Gamble (Schauspieler)

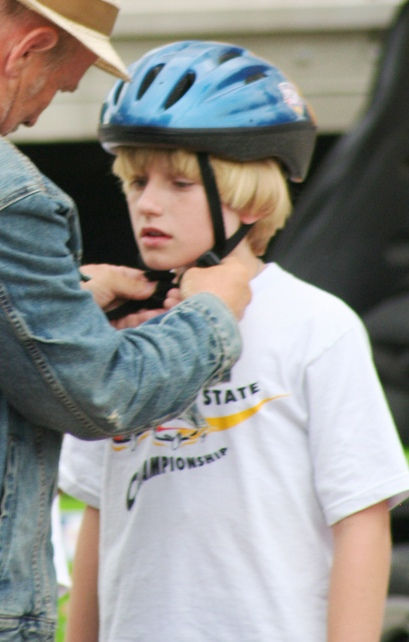
Nathan Gamble (2010)

Nathan Gamble (* 12. Januar 1998 in Tacoma, Washington) ist ein US-amerikanischer Schauspieler. 

## Leben
Gamble wurde als Sohn von Christie Gamble geboren. Seine Eltern sind Theaterregisseure.
Er hat eine Schwester, Danielle Gamble, die nach ihrem High-School-Abschluss ebenfalls Schauspielerin werden will.
Seine erste Filmrolle war Mike in Babel, für die er bei den Young Artist Awards 2007 nominiert wurde. Seitdem hat er in den Filmen Dry Rain, Saving Sam, Diggers und Der Nebel mitgespielt; in The Dark Knight spielte er Kommissar Gordons Sohn James „Jimmy“ Gordon Junior.
Im Fernsehen spielte er ein verschwundenes Kind in einer Episode von Without a Trace – Spurlos verschwunden, einer Crossover-Episode mit CSI. Er spielte auch ein Kind in einer Episode von Ghost Whisperer – Stimmen aus dem Jenseits, das seinen Vater verloren hat. Des Weiteren hat Nathan eine Rolle in Marley & Ich, einem Film auf der Grundlage der Erinnerungen von John Grogan. In der fünften Staffel von Dr. House hatte er ebenfalls eine Nebenrolle inne. 2011 war er neben Morgan Freeman und Ashley Judd im Familienfilm Mein Freund, der Delfin, indem es um die Freundschaft zwischen einem Jungen und einem Delfin geht, zu sehen. Dafür wurde er bei den Young Artist Awards 2012 als Bester Hauptdarsteller in einem Spielfilm nominiert.

## Filmografie (Auswahl)
- 2006: Babel
- 2006–2008: Runaway (Fernsehserie, 10 Folgen)
- 2007: Diggers (Kurzfilm)
- 2007: Saving Sam
- 2007: Der Nebel (The Mist)
- 2007: Without a Trace – Spurlos verschwunden (Without a Trace, Fernsehserie, Folge 6x06)
- 2007, 2014: CSI: Vegas (CSI: Crime Scene Investigation, Fernsehserie, 2 Folgen, verschiedene Rollen)
- 2008: Dry Rain (Kurzfilm)
- 2008: The Dark Knight
- 2008: Dr. House (House, M.D., Fernsehserie, Folge 5x08)
- 2008: Ghost Whisperer – Stimmen aus dem Jenseits (Ghost Whisperer, Fernsehserie, Folge 3x16)
- 2008: Marley & Ich (Marley & Me)
- 2009: The Hole – Wovor hast Du Angst? (The Hole)
- 2009–2010: Hank (Fernsehserie, 10 Folgen)
- 2010: Meine Schwester Charlie (Good Luck Charlie, Fernsehserie, Folge 1x22)
- 2011: Navy CIS: L.A. (NCIS: Los Angeles, Fernsehserie, Folge 3x02)
- 2011: Mein Freund, der Delfin (Dolphin Tale)
- 2013: Jenseits des Himmels (Beyond the Heavens)
- 2014: Mein Freund, der Delfin 2 (Dolphin Tale 2)
- 2017: Bones – Die Knochenjägerin (Bones, Fernsehserie, 1 Folge)